# Camblanes-et-Meynac
Camblanes-et-Meynac è un comune francese di 3 093 abitanti situato nel dipartimento della Gironda nella regione della Nuova Aquitania.

## Società

### Evoluzione demografica
Abitanti censiti